# Centrale électrique de Vockerode
La centrale électrique de Vockerode (en allemand Kraftwerk Vockerode ou aussi Kraftwerk Elbe) est une ancienne centrale électrique au lignite - et plus tard à turbine à gaz - située au bord de l'Elbe dans l'arrondissement de Wittenberg en Saxe-Anhalt. La centrale électrique, construite en 1937, est arrêtée entre 1994 et 98.

## Histoire
Vockerode fonctionne pendant près de soixante ans. Les quatre grandes cheminées de la centrale au lignite aujourd'hui désaffectée, sont détruites en 2001.
La première tranche de la centrale au lignite (6 × 35 MW) est construite de 1937 à 1940. Le hall construit pour le convertisseur, transformé en ateliers après le démantèlement, est toujours visible. Après la Seconde Guerre mondiale, les équipements de la centrale sont démantelés de 1945 à 1947 en guise de réparations de guerre à l'Union Soviétique. De 1953 à 1959, la centrale est reconstruite et étendue d'une seconde tranche (12 × 32 MW) à l'ouest et au nord. La centrale redémarre progressivement à partir de 1954.
Le 22 juillet 1960, un Iliouchine Il-114 de l'Armée nationale populaire percute une des cheminées de la centrale électrique. Six passagers et un ouvrier sont tués.
La ville de Dessau est alimentée par un réseau de chaleur à partir de 1968. En 1971, une centrale électrique à turbine à gaz est construite au sud de l'actuelle route nationale 133 (6 × 27 MW). De 1972 à 1974, on construit 64 hectares de serres pour produire des tomates et des concombres, le chauffage des serres est également fourni par la centrale.
Les serres sont fermées en 1991 et démolies en 1997, la centrale au lignite ferme en 1994, puis la centrale au gaz en 1998. En septembre 2001, les quatre cheminées de 140 m de haut sont détruites à l'explosif. En 2005, les réservoirs d'huile de la centrale à turbine à gaz sont démantelés. Les deux cheminées restantes de la centrale à gaz sont détruites en septembre 2013.

## Galerie

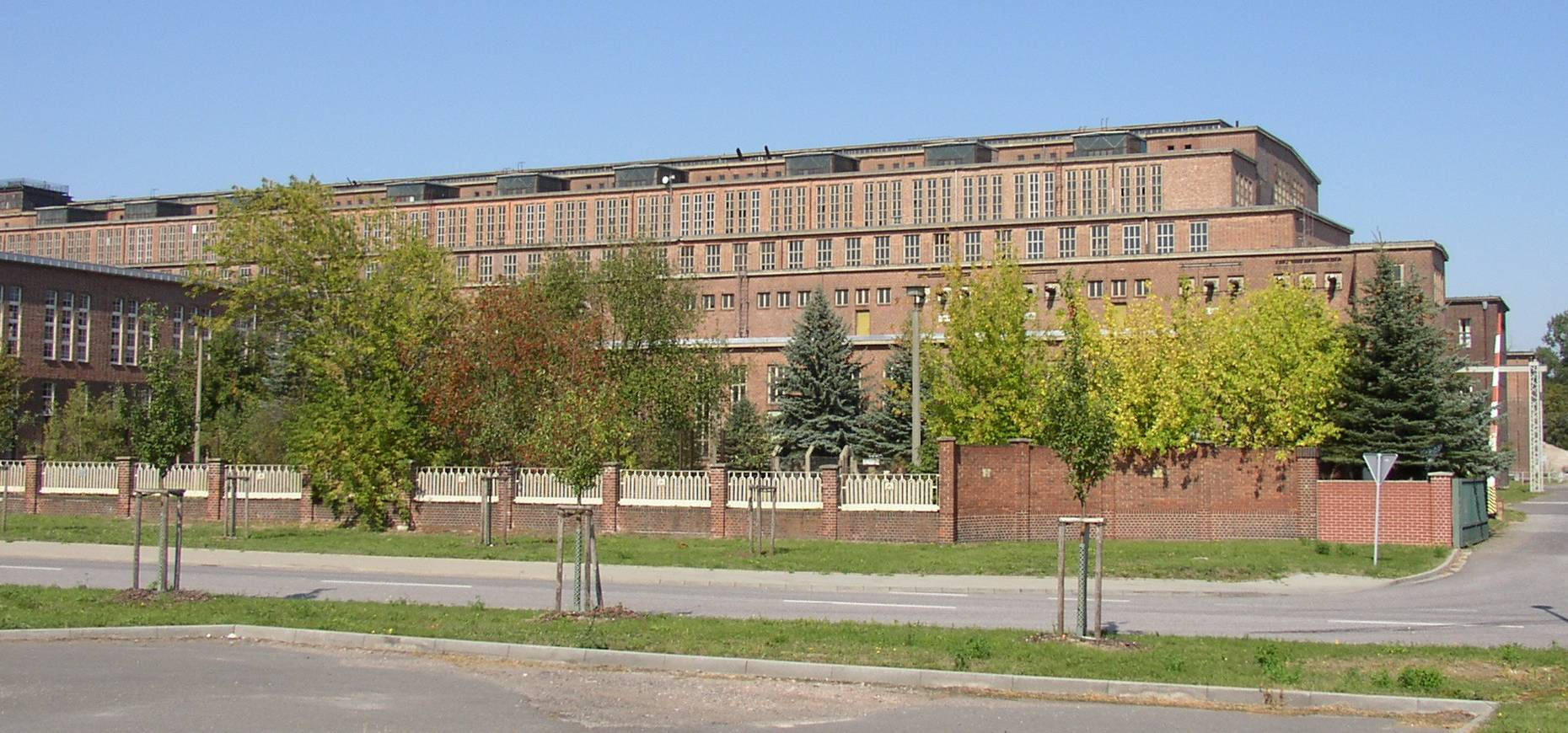
La centrale au lignite vue du sud.
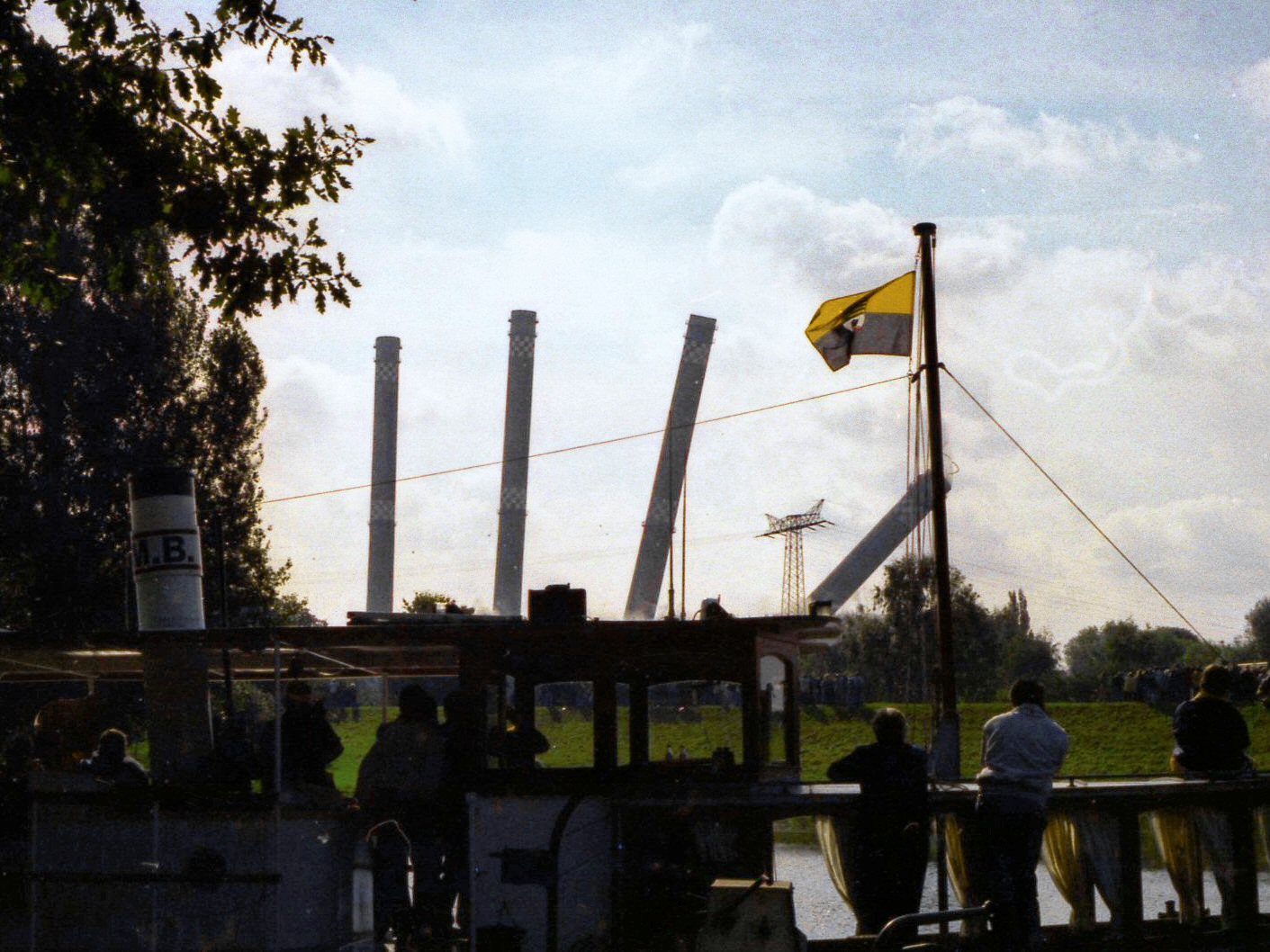
Cheminées détruites en septembre 2001.
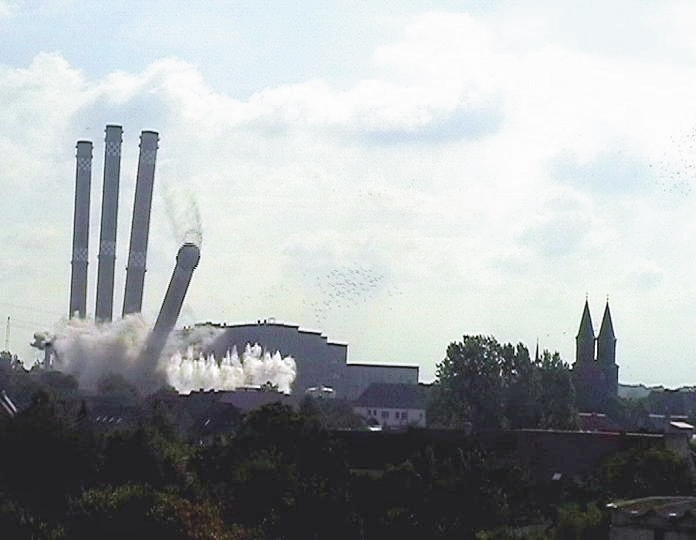
Cheminées détruites en septembre 2001.
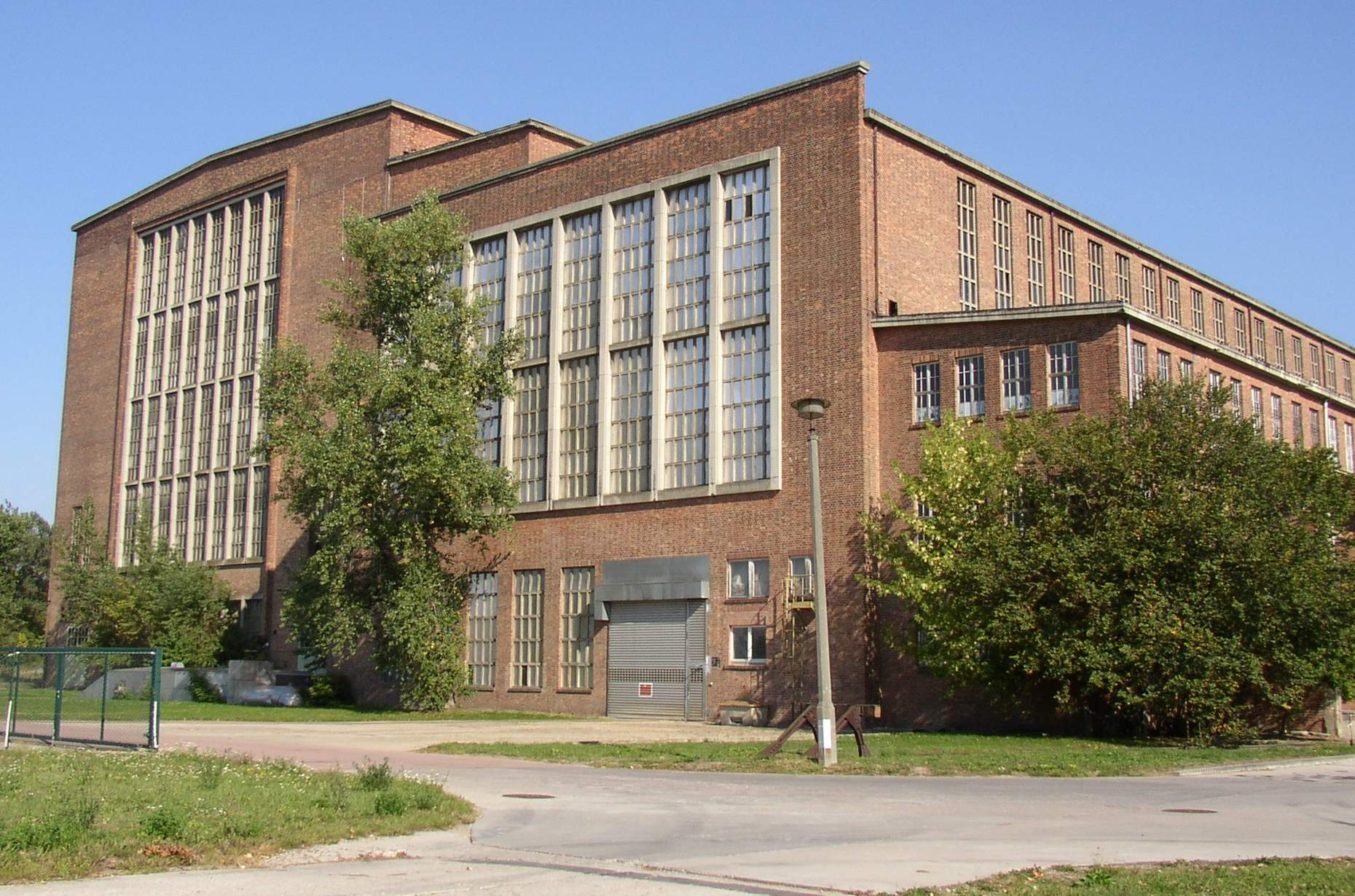
Centrale électrique au lignite (côté ouest).
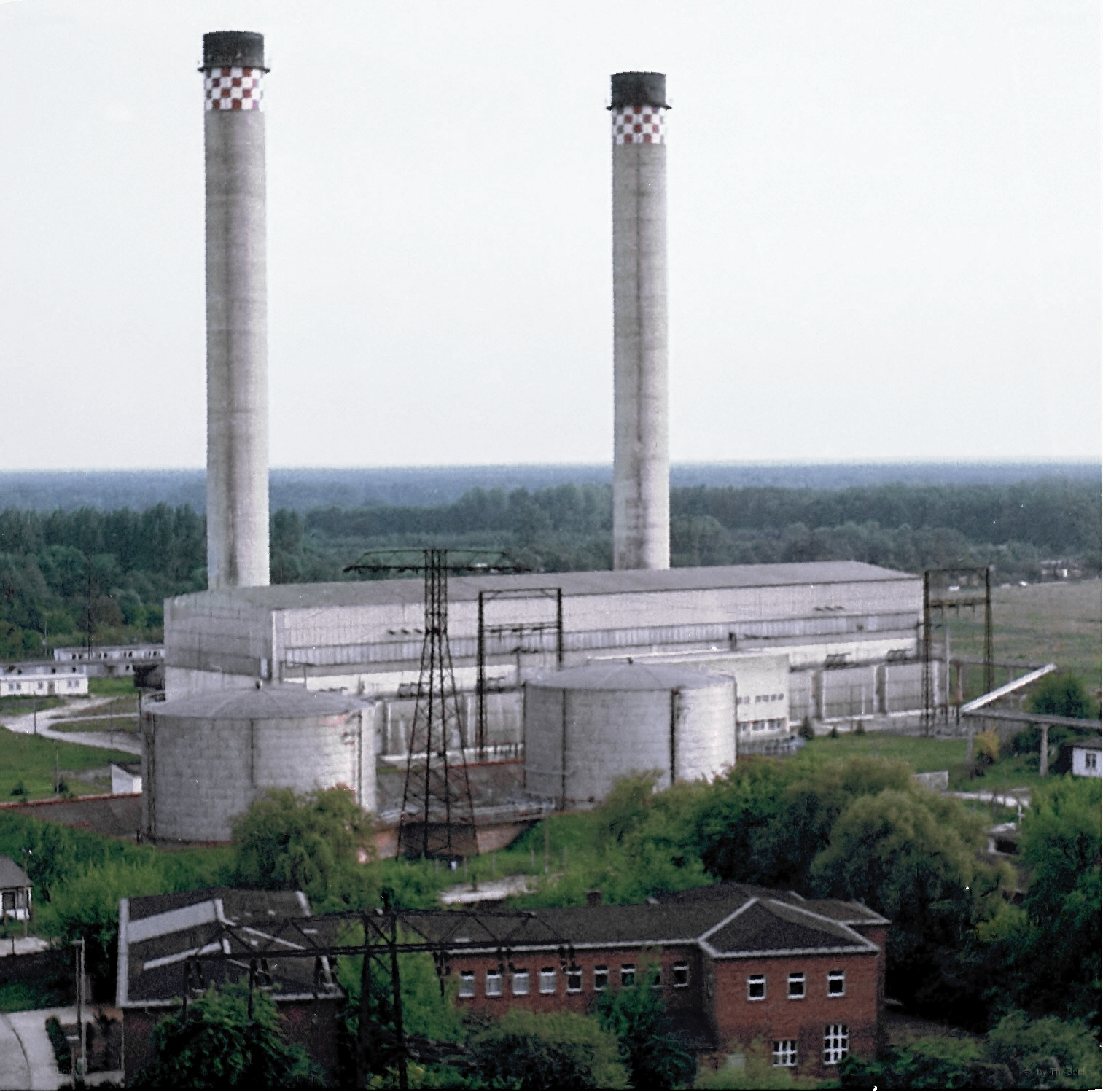
Centrale électrique à turbine à gaz.
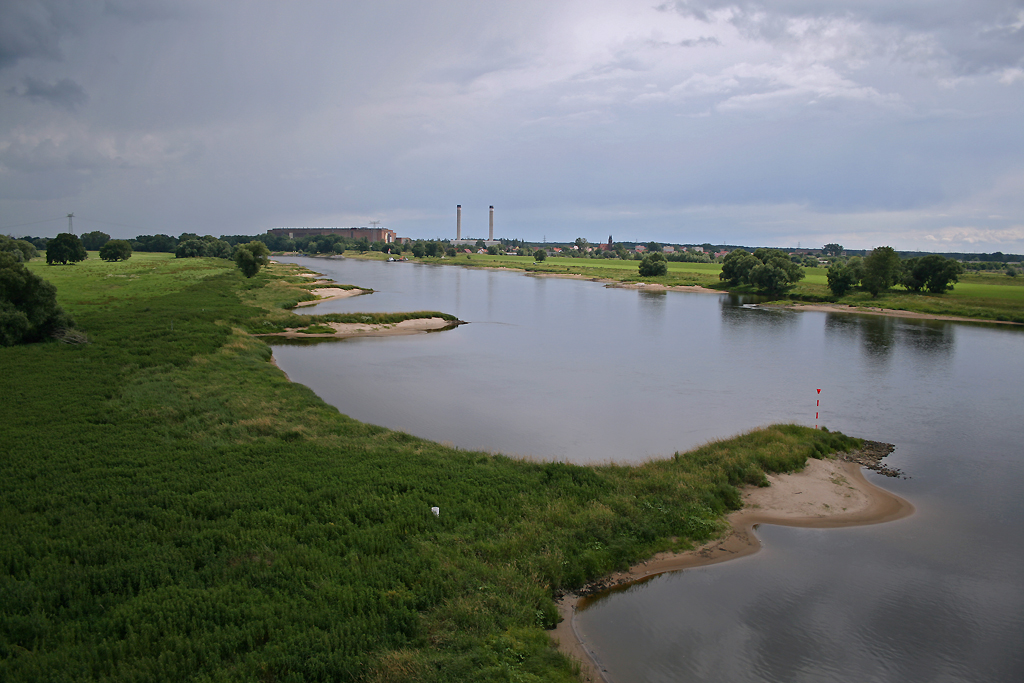
Vue sur l'Elbe.
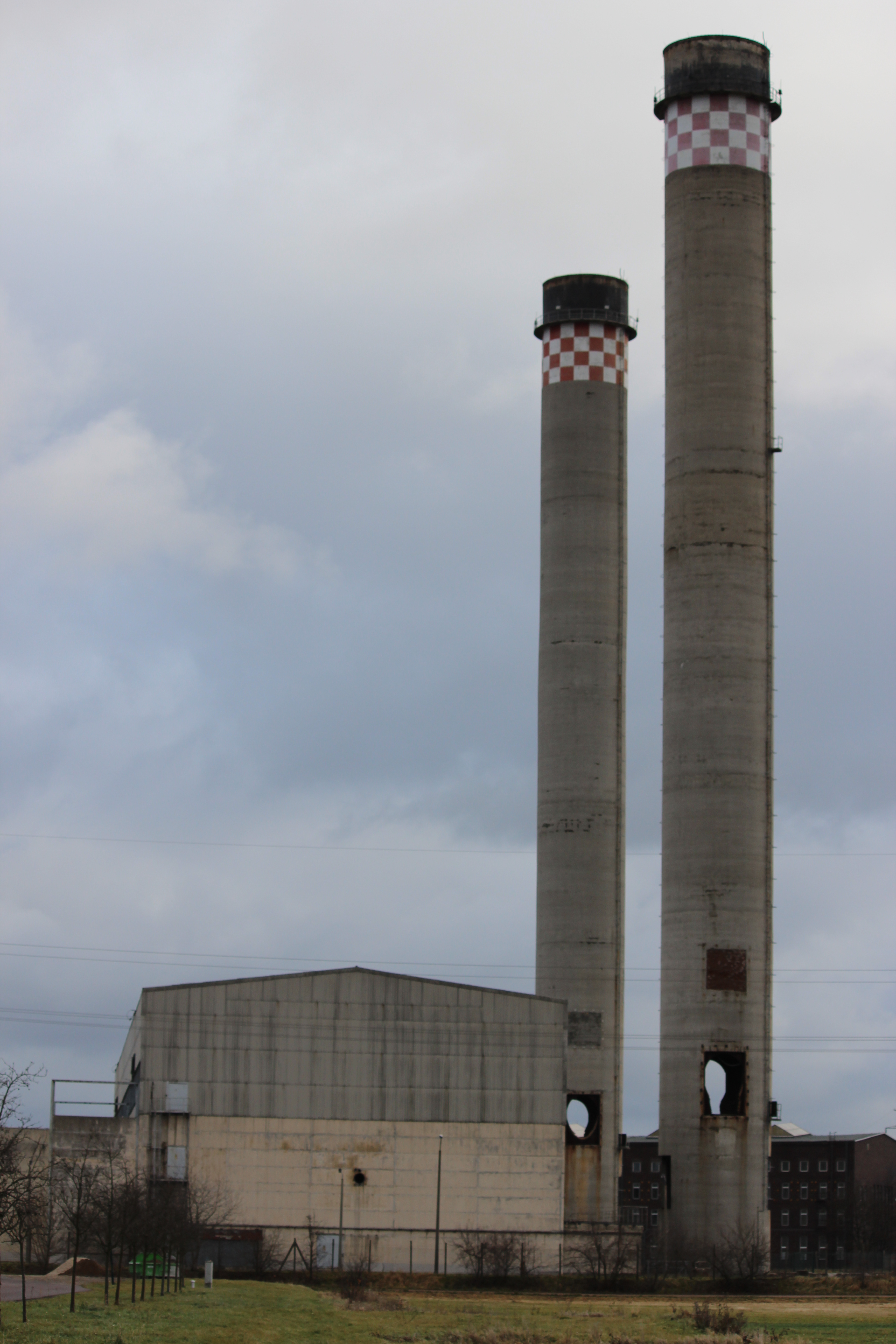
Vue de face de la centrale à turbine à gaz, fin 2011.